# Joël Bouzou
Joël Bouzou (* 30. Oktober 1955 in Figeac) ist ein ehemaliger französischer Moderner Fünfkämpfer. Er ist heute als Funktionär tätig.

## Karriere
Bouzou nahm an vier Olympischen Spielen teil: 1980 in Moskau, 1984 in Los Angeles, 1988 in Seoul und 1992 in Barcelona. 1980 belegte er im Einzel den 20. Platz und wurde mit der Mannschaft Fünfter. Besser lief es 1984, als er sich im Einzel auf Rang 17 verbesserte und mit der Mannschaft die Bronzemedaille gewann. Neben Bouzou gehörten noch Paul Four und Didier Boubé zur Mannschaft. 1988 erzielte er mit achten Platz sein bestes Resultat im Einzel, während er mit der Mannschaft mit Rang vier einen erneuten Medaillengewinn knapp verpasste. Bei seinen letzten Spielen 1992 wurde er im Einzel nochmals 17., in der letztmals ausgetragenen Mannschaftswertung reichte es für Platz sieben.
Bei Weltmeisterschaften gewann er vier Medaillen. 1982 sicherte er sich im Einzel mit Bronze seine erste Podiumsplatzierung. Ebenfalls Bronze gewann er 1983 und 1986 mit der Mannschaft. 1987 wurde er im Einzel Weltmeister.
Nach seiner aktiven Sportlerkarriere bekleidete er verschiedene Funktionärsposten. Er war 15 Jahre lang Generalsekretär des Weltverbandes Union Internationale de Pentathlon Moderne und sitzt heute als Vizepräsident in dessen Vorstand. Bouzou ist Vorstandsmitglied der World Olympians Association sowie Gründer und Präsident der Initiative Peace and Sport, deren Ziel die Schaffung von Dialog durch den Sport ist.
Bouzou hat ein Diplom in Sportrecht und Volkswirtschaft der Universität Limoges. Er ist Offizier des Ordre national du Mérite und wurde in die Ehrenlegion aufgenommen.